# سرداب (محافظة شرورة)
سرداب هو مركزٌ سعوديٌ تابعٌ لمحافظة شرورة التابعة لمنطقة نجران، في المملكة العربية السعودية. المركز من الفئة (ب)، ورمزه 2431 حسب دليل الترميز الموحد للمناطق الإدارية بالمملكة العربية السعودية.